# Memoirenreihe im Militärverlag der Deutschen Demokratischen Republik
Die Memoirenreihe im Militärverlag der Deutschen Demokratischen Republik war eine (unbetitelte) deutschsprachige militärhistorische Buchreihe aus dem Militärverlag der DDR mit Memoiren aus der Welt des Militärs im 20. Jahrhundert, wobei die stärkste Gruppe aus Erinnerungen sowjetischer Militärs besteht. Die Schwerpunkte liegen auf dem Zweiten Weltkrieg und der Zeit des Kalten Krieges, im Kampf gegen den deutschen und spanischen Faschismus (mit Erinnerungen an den Spanischen Bürgerkrieg), deutschen Widerstand u. a. Sie erschien im Militärverlag in Ost-Berlin von Ende der 1960er bis Ende der 1980er Jahre. Die ersten Bände erschienen (einige noch im Deutschen Militärverlag, wie der Verlag zuvor hieß) unter anderem mit dem 1. Band der Erinnerungen (Im Generalstab) von Sergei Schtemenko (des späteren Chefs des Stabes des Warschauer Paktes) an seine Tätigkeit im sowjetischen Generalstab und den Erinnerungen und Gedanken von Georgi Konstantinowitsch Schukow (Marschall der Sowjetunion) in den Jahren des Großen Vaterländischen Krieges. Der letzte Band der Reihe erschien im Jahr 1989.

## Bände (Auswahl)
- (Autorenkollektiv): Am Himmel über China 1937–1940 – Erinnerungen sowjetischer freiwilliger Flieger. 1980 (Inhaltsverzeichnis)
- (Autorenkollektiv): Brigada Internacional ist unser Ehrenname. Erlebnisse ehemaliger deutscher Spanienkämpfer. 2 Bände. Ausgewählt und eingeleitet von Hanns Maaßen. 1974, 4. A. 1986 (Inhaltsverzeichnis I, II)
- Pjotr Andrejew [d. i. Pjotr Abrassimow]: Über meinen Freund. 1977. 2. erweiterte Auflage (Der Autor war sowjetischer Botschafter in Berlin (Ost).)
- Nikolai Alexandrowitsch Antipenkow[2] (Generalleutnant): In der Hauptrichtung. 1973, 414 S.
- Bohdan Arct: Kamikaze. Ein Todesflieger führte Tagebuch. Aus dem Polnischen von Kurt Helm. 1971
- Alexej Nikitowitsch Asmolow[3]: Front im Hinterland. 1977, 331 S.
- A. Ch. Babadschanjan (Hauptmarschall der Panzertruppen): Hauptstoßkraft. 1985
- Konstantin Badigin: Vom Eismeer zum Pazifik. Deutsch von Bernhard Bielefeld. 1980. 319 S.
- Iwan Christoforowitsch Bagramjan: So schritten wir zum Sieg. 1977, 510 S.
- Ivan Ch. Bagramjan (Marschall): So begann der Krieg. 1979  (Tak načinalasʹ vojna, dt.)
- Alexandr Nikitowitsch Bessarab: Panzer im Visier. 1975
- Fjodor Jefimowitsch Bokow (Generalleutnant): Frühjahr der Befreiung und des Sieges. 1981
- Michail Bontsch-Brujewitsch: Petrograd. Erinnerungen eines Generals. Aus dem Russischen übersetzt von Günter Stein. 1970
- Alexei Alexejewitsch Brussilow: Meine Erinnerungen. 1985
- Semjon Michailowitsch Budjonny: Rote Reiter voran. Aus dem Russischen von Traute und Günther Stein. 1978 (war bereits vorher im Deutscher Militärverlag und im Militärverlag Berlin erschienen)
- Michail Iwanowitsch Burzew (Generalmajor): Einsichten. Deutsch von Frank Wetzel. 1985
- Viktor Kondratjewitsch Chartschenko: Zur besonderen Verwendung. 1973
- Chariton Alexejewitsch Chudalow[4]: Am Rande des Kontinents. 1974
- Ignacio Hidalgo Cisneros: Kurswechsel. 1973. 357 S.
- Manuel Hevia Cosculluela: Paß Nr. 11333, Acht Jahre bei der CIA. 1982. 184 S.
- Andrzej Czechowicz: Sieben schwere Jahre. 1976, 246 S.
- Gerhard Dengler: Zwei Leben in einem. 1989
- Dawid Abramowitsch Dragunski[5]: Jahre im Panzer. 1980
- Zofia Dzierżyńska: Jahre großer Kämpfe. Deutsch von H.-J. Lambrecht. 1977
- Max Emendörfer: Rückkehr an die Front: Erlebnisse eines deutschen Antifaschisten. 1972
- Rudolf Engel: Feinde und Freunde. 1984
- František Fajtl: Als erste in der Heimat. Erinnerungen an Freunde, Kampfgenossen und Zeitumstände. Deutsch von Ruth Kassube. 1979
- Rudolf Fey: Ein Totgesagter kehrt zurück. 1989, 461 S.
- Wladimir Gall: Mein Weg nach Halle. 1988
- Mark Lasarewitsch Gallai: Über unsichtbare Barrieren. Erinnerungen eines Testpiloten. Deutsch von T. und G. Stein.  1978
- Arseni Grigorjewitsch Golowko: Zwischen Spitzbergen und Tiksibucht. Erinnerungen eines Generals. Deutsch von Horst Both. 1979
- Iwan Makarowitsch Goluschko[6]: Panzer erwachen wieder. 1981
- Andrei Antonowitsch Gretschko (Marschall der Sowjetunion): Über die Karpaten. Übersetzung aus dem Russischen: Arno Specht, Oberst Siegfried Weidlich.
- Andrei Antonowitsch Gretschko (Marschall der Sowjetunion): Die Schlacht um den Kaukasus. 1972
- Lea Große: Eine Inventur. Deutsch von Frank Wetzel. 1982
- Gottfried Grünberg: Kumpel, Kämpfer, Kommunist. 1977. 348 S.
- Herbert Grünstein: Der Kampf hat viele Gesichter. 1988. 190 S.
- Herbert Gute: Partisanen ohne Gewehr. Ein Tagebuch aus der Erinnerung. 1970
- Ernst Haberland: Der Pelerinenmann. 1981
- Erich Hanke: Erinnerungen eines Illegalen. 1980
- Erich Hanke: Im Strom der Zeit. 1986
- Heinz Hoffmann: Mannheim, Madrid, Moskau. Erlebtes aus drei Jahrzehnten. Deutsch von Horst Wendt. 1981
- Iwan Ignatjewitsch Jakubowski (Marschall der Sowjetunion): Erde im Feuer. 1977
- Alexander Jakowlew: Ziel des Lebens. Aufzeichnungen eines Konstrukteurs. Deutsch von N. Letnewa, L. Karin und P. Steier. Moskau, Progress / Berlin, Militärverlag, 1982 (2. Auflage mit Änderungen Moskau 1982).
- Pawel Alexejewitsch Kabanow[7]: Stählerne Strecken. 1977. 309 S.
- Michail Charitonowitsch Kalaschnik[8] (Generaloberst): Im Feuer geprüft. 1976. 374 S.
- Iwan Alexandrowitsch Kolyschkin[9] (Konteradmiral)[10]: In den Tiefen des Nordmeeres. Deutsch von Irmgard Zeisler. 1982. 304 S.
- Michail Kolzow: Spanisches Tagebuch. 1986
- Sachar Iwanowitsch Kondratjew: Straßen des Krieges. 1981
- Iwan Stepanowitsch Konew: Aufzeichnungen eines Frontoberbefehlshabers 1943/44. 1978
- Iwan Stepanowitsch Konew: Das Jahr fünfundvierzig. 1980
- Konstantin Wassiljewitsch Krainjukow: Vom Dnepr zur Weichsel. Ins Deutsche übertragen von E. Engelbrecht. 1977. 307 S.
- Nikolai Gerassimowitsch Kusnezow: Am Vorabend. 1973
- Nikolai Gerassimowitsch Kusnezow: Auf Siegeskurs. 1988
- Nikolai Gerassimowitsch Kusnezow: Gefechtsalarm in den Flotten. 1974
- Pjotr Nikolajewitsch Laschtschenko: Von Kampf zu Kampf. Ins Deutsche übertragen von Helmut Heinrich. 1976, 282 S.
- Viktor Nikolajewitsch Leonow[11]: Auf Vorposten am Nordmeer. 1981
- Enrique Líster: Unser Krieg. 1972 (Spanischer Bürgerkrieg)
- Iwan Semjonowitsch Lykow[12]: In bedrohlicher Stunde. 1979, 335 S.
- Kirill Afanassjewitsch Merezkow (Marschall der Sowjetunion): Im Dienste des Volkes. Deutsch von Arno Specht. 1972
- Hans-Jürgen Meyer: Blinkzeichen am Rügendamm. 1975
- Wenjamin Borissowitsch Mironow[13]: Die stählerne Garde. 1986
- Kirill Semjonowitsch Moskalenko: In der Südwestrichtung. 2 Bände
- Alexei Silytsch Nowikow-Priboi: Tsushima. 1986
- Juri Pantelejew: Mein Leben für die Flotte. Deutsch von L. Gurwitsch. 1982
- Elfriede Paul: Ein Sprechzimmer der Roten Kapelle. 1981
- Iwan Terentjewitsch Peressypkin[14] (Marschall der Nachrichtentruppen): Nervenstränge des Sieges. Deutsch von J. Martin. 1982
- Wassili Stepanowitsch Petrow[15]: Kanoniere. 1986. Übersetzt von Horst Wendt aus dem Russischen.
- Kim Philby: Im Secret Service – Erinnerungen eines sowjetischen Kundschafters. Aus dem Russischen von Ernst Strnad. 1983
- Karl Pioch: Nie im Abseits. 1978. 203 S.
- Sepp Plieseis; Julius Mader: Partisan der Berge: Lebenskampf eines österreichischen Arbeiters. 1971
- Issa Alexandrowitsch Plijew (Armeegeneral): Das Ende der Kwantung-Armee. 1984
- Alexander Iwanowitsch Pokryschkin (Marschall der Luftstreitkräfte): Himmel des Krieges. 1974, 295 S.
- Arkadi Poltorak: Nürnberger Epilog. Deutsch von W. Höppner. 1988
- Nikolai Kirillowitsch Popjel: In schwerer Zeit. 1975
- Nikolai Kirillowitsch Popjel: Panzer greifen an. 1975
- Stanisław Popławski: Kampfgefährten. Ins Dt. übertr. von Ernst Strnad. 1980 (Tovarišči v bor'be, dt.) (Der spätere sowjetische General war mit der 1. Polnischen Armee an der Eroberung Berlins beteiligt.)
- Alvaro Prendes: Mitten im Visier. Ins Deutsche übertragen von Jochen Martin. 1981 136 S.
- Kazimierz Przytocki: Im Aufklärungspanzer. 1979
- Sándor Radó: Dora meldet. 1974
- Konstantin Konstantinowitsch Rokossowski (Marschall der Sowjetunion): Soldatenpflicht; Erinnerungen eines Frontoberbefehlshabers. 1971
- Alexander Nikolajewitsch Saburow[16]: Partisanenwege. 1982. 271 S.
- Günter Sarge: Holzpantinen und Arabesken. 1979
- Fjodor Semjonowitsch Sauschin (Generalleutnant): Soldatenbrot. 1980
- Alexei Iwanowitsch Schachurin: Flügel des Sieges. Deutsch von M. v. Busch. 1985
- Boris Michailowitsch Schaposchnikow: Das Hirn der Armee. 1987
- Sergei Matwejewitsch Schtemenko (Armeegeneral): Im Generalstab. 2 Bände. 1969, 1974 (General'nyj štab v gody vojny, dt.) (russ., Moskau 1968)
- Georgi Konstantinowitsch Schukow (Marschall der Sowjetunion): Erinnerungen und Gedanken. 1969 (2 Bände)
- Endre Sík: Aufzeichnungen eines Diplomaten. 1., gekürzte Auflage. 1975, 461 S.
- Susdalew P. K.[17]; Jumatow, W. A.[18] (Hrsg.): Mit eigenen Augen. Moskauer Künstler im Großen Vaterländischen Krieg. Aus dem Russischen von Joachim Wilke. 1988; 535 S. (Aus dem Inhalt: Wladimir Zigal: Auf dem Kleinen Land. Aus Fronttagebüchern 1942–1943. Leonid Soifertis[19]: In der Kriegszeit. Andrej Liwanow: Briefe an meine Frau 1941/1942. Alexander Dubintschik: Briefe an meine Mutter 1942–1944. Alexander Taran: Nordkaukasus 1942. Nikolai Obrynba: Aus den Memoiren. Konstantin Finogenow: Meine Fahrten zur Front. Witali Dawydow: Meine Kriegszeichnungen. Viktor Zigal: Im Freiwilligen Panzerkorps. Lipa Roiter: Meine Frontberufe. Viktor Netschajew: Notizen eines Artilleristen. Ilja Kritschewski: Der Weg zum Reichstag. Michail Wolodin, Nikolai Ponomarjow, Stepan Tschurakow: Die Rettung der Dresdener Galerie. Lew Gutman: Zeiten voller Leid und Zorn. Anhang: Die Moskauer Museen in der Kriegszeit. S. N. Drushinin: Kriegsjahre und Siegestag. S. Gilman: Die Museumsarbeit während des Krieges. Nachwort: P. K Susdalew: Moskaus Kuenstler während des Großen Vaterländischen Krieges.)
- German Titow: Mein blauer Planet. 1980
- Wilhelm Thiele: Geschichten zur Geschichte. 302 S.
- Marina Pawlowna Tschetschnewa[20]: Der Himmel bleibt unser. 1982. 199 S.
- Wassili Iwanowitsch Tschuikow (Marschall der Sowjetunion): Die Schlacht des Jahrhunderts.
- Wassili Iwanowitsch Tschuikow: Gardisten auf dem Weg nach Berlin. 1976
- Alessandro Vaia: Vom Sträfling zum General. 1989
- Alexander Michailowitsch Wassilewski: Sache des ganzen Lebens. Deutsch von Frank Wetzel. 1977
- Stanislaw Alexejewitsch Waupschassow[21]: Vierzig Jahre in der sowjetischen Aufklärung. Deutsch von H. Both. 1974
- Helmut Welz: Verratene Grenadiere.
- Helmut Welz:  Die Stadt die sterben sollte. 1972
- Iwan Winarow: Kämpfer der lautlosen Front. Erinnerungen eines Kundschafters. 1984
- Alexander Alexandrowitsch Wischnewski: Tagebuch eines Feldchirurgen. 1981. Übersetzt von Ilse und Dimitri Surmeli aus dem Russischen
- Iwan Wjasankin: Stabschef im Garderegiment. 1982. 284 S.
- Maxim Afanassjewitsch Woloschin (Generalmajor): Aufklärer sind immer vorn. 1977
- Arseni Wassiljewitsch Woroscheikin: Jagdflieger. 1979. 2 Bände.